# ويليام بيركين
ويليام بريكين (باليابانية: ウィリアム・バーキン) شخصية خيالية و عالم سابق في أمبريلا ومخترع (G_virus) ظهر في سلسلة ريزدنت إيفل.

## القصة
بعدما إنتهى ويليام بريكين من السلاح البيولوجي (G_virus) رفض تسليمه إلى أمبريلا وقرر تسليمه إلى حكومة الولايات المتحدة لهذا قررت أمبريلا إرسال وحدة الهونك لأخذ الفيروس فلم يكن لويليام الخيار سوى حقن نفسه بالفيروس الذي جعله وحشا بشعا ذو قوة كبيرة وقام بقتل جميع أفراد الهونك الذي حصلوا على عينة من الفيروس إلى أنه فقدت في المجاري وأدت إلى ظهور نوع من الوحوش التي نقلت العدوى إلى شيري بيركين.